# مدرسه سرای تاش
مدرسه سرای تاش مدرسه‌ای در میانهٔ تاریخی شهر بخاراست که در سده هجدهم میلادی در زمان فرمانروایی نمایندگان دودمان ازبکستانی اشترخانیان (یعنی منغیتها) ساخته‌شد و در کویِ کوکلداش، خیابان سمرقند جای دارد.
این سازهٔ معماری که در فهرست ملی «میراث فرهنگی و مادی ازبکستان»  نیز گنجانده شده‌است، امروزه جایگاه برپایی یک نمایشگاه گردشگری است. ساختمان سرای تاش تا به امروز در وضعیت بسیار بدی مانده و بهسازی نشده‌است.
در سال ۲۰۱۰ برنامهٔ دولتی‌ای برای پژوهش، برچیدن بخش‌های اضطراری، استوارسازی و بازسازی مدرسه پیش‌بینی شده‌بود.

## بن‌مایه
- همکاری‌کنندگان ویکی‌پدیا، «Saroyi Tash Madrasah»، ویکی‌پدیای انگلیسی، دانشنامهٔ آزاد (بازیابی ۱۵ آذر ۱۴۰۰)